# Dos de Abril
Le département de Dos de Abril (« 2 Avril ») est une des 25 subdivisions de la province du Chaco, en Argentine. Son chef-lieu est la ville de Hermoso Campo.
Le département a une superficie de 1 594 km2. Sa population s'élevait à 7 435 habitants au recensement de 2001.

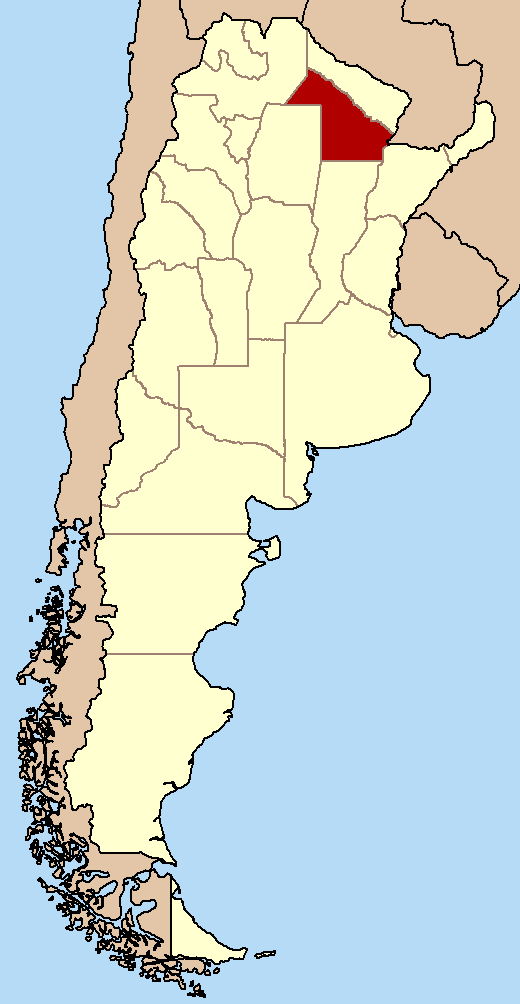
Localisation de la province du Chaco en Argentine.